# Gospodinovo, Silistra
Gospodinovo (în bulgară Господиново, în română Hadâr-Celebi) este un sat în comuna Kainardja, regiunea Silistra, Dobrogea de Sud, Bulgaria. 
Între anii 1913-1940 a făcut parte din plasa Curtbunar a județului Durostor, România. 

## Demografie
Componența etnică a satului Gospodinovo
     Bulgari (91,66%)
     Nicio identificare (8,33%)
     Altele (0%)
La recensământul din 2011, populația satului Gospodinovo era de 24 locuitori. Din punct de vedere etnic, majoritatea locuitorilor (91,66%) erau bulgari. Pentru 8,33% din locuitori nu este cunoscută apartenența etnică.